# Kirker i Maribo Amt
Maribo Amt blev samlet i 1803 af Maribo Amt, Halsted Amt, Ålholm Amt og Nykøbing Amt.

## Falsters Nørre Herred
- Brarup Kirke
- Eskilstrup Kirke
- Gundslev Kirke
- Kippinge Kirke
- Lillebrænde Kirke
- Maglebrænde Kirke
- Nørre Alslev Kirke
- Nørre Kirkeby Kirke
- Nørre Vedby Kirke
- Gyldenbjerg Kirke – Nørre Vedby Sogn
- Stadager Kirke
- Stubbekøbing Kirke
- Tingsted Kirke
- Torkilstrup Kirke
- Vålse Kirke
- Ønslev Kirke

## Falsters Sønder Herred
- Falkerslev Kirke
- Gedesby Kirke
- Gedser Kirke
- Horbelev Kirke
- Horreby Kirke
- Idestrup Kirke
- Karleby Kirke
- Klosterkirken – Nykøbing F Sogn
- Nordre Kirke – Nykøbing F Sogn
- Lindeskovkirken -- Nykøbing F Sogn
- Nørre Ørslev Kirke
- Skelby Kirke
- Strandkirken i Væggerløse Sogn
- Systofte Kirke
- Sønder Alslev Kirke
- Sønder Kirkeby Kirke
- Væggerløse Kirke
- Aastrup Kirke

## Fuglse Herred
- Askø Kirke
- Bandholm Kirke
- Bursø Kirke
- Errindlev Kirke
- Fejø Kirke
- Femø Kirke
- Fuglse Kirke
- Hillested Kirke
- Holeby Kirke
- Krønge Kirke
- Nebbelunde Kirke
- Olstrup Kirke
- Ringsebølle Kirke
- Rødby Kirke
- Rødbyhavn Kirke
- Skørringe Kirke
- Sædinge Kirke
- Tirsted Kirke
- Torslunde Kirke
- Tågerup Kirke
- Vejleby Kirke
- Østofte Kirke

## Lollands Nørre Herred
- Birket Kirke
- Branderslev Kirke
- Halsted Kirke
- Herredskirke Kirke
- Horslunde Kirke
- Købelev Kirke
- Lille Løjtofte Kirke – Løjtofte Sogn
- Sankt Nikolai Kirke (Nakskov) i Sankt Nikolai Sogn (Lolland Kommune)
- Nordlunde Kirke
- Nøbbet Kirke i Nøbbet Sogn
- Sandby Kirke
- Stormarkskirken
- Utterslev Kirke
- Vesterborg Kirke
- Vindeby Kirke

## Lollands Sønder Herred
- Arninge Kirke
- Avnede Kirke
- Dannemare Kirke
- Gloslunde Kirke
- Græshave Kirke
- Gurreby Kirke
- Kappel Kirke
- Landet Kirke
- Langø Kirke i Langø Sogn
- Ryde Kirke
- Skovlænge Kirke
- Stokkemarke Kirke
- Søllested Kirke
- Tillitse Kirke
- Vestenskov Kirke

## Musse Herred
- Bregninge Kirke
- Døllefjelde Kirke
- Engestofte Kirke
- Fjelde Kirke
- Godsted Kirke
- Herritslev Kirke
- Hunseby Kirke
- Kettinge Kirke
- Majbølle Kirke
- Maribo Domkirke
- Musse Kirke
- Nysted Kirke
- Radsted Kirke
- Sakskøbing Kirke
- Slemminge Kirke
- Toreby Kirke
- Sundkirken – Toreby Sogn
- Tårs Kirke
- Vantore Kirke
- Vester Ulslev Kirke
- Vigsnæs Kirke
- Våbensted Kirke
- Øster Ulslev Kirke

I 1970 blev Maribo Amt lagt sammen med Sorø Amt og 
Præstø Amt til Storstrøms Amt. Og pr. 1. januar 2007, bliver Storstrøms amt lagt sammen med Vestsjællands og Roskilde amter til Region Sjælland.